# العلاقات الهندية التونسية
العلاقات الهندية التونسية هي العلاقات الثنائية التي تجمع بين الهند وتونس.

## مقارنة بين البلدين
هذه مقارنة عامة ومرجعية للدولتين:
| وجه المقارنة                                              | الهند                       | تونس                                       |
| --------------------------------------------------------- | --------------------------- | ------------------------------------------ |
| المساحة (كم2)                                             | 3.29 مليون                  | 163.61 ألف                                 |
| عدد السكان (نسمة)                                         | 1.35 مليار                  | 11.53 مليون                                |
| الكثافة السكانية (ن./كم²)                                 | 410.33                      | 70.47                                      |
| العاصمة                                                   | نيودلهي                     | تونس                                       |
| اللغة الرسمية                                             | اللغة الهندية، لغة إنجليزية | اللغة العربية                              |
| العملة                                                    | روبية هندية                 | دينار تونسي                                |
| الناتج المحلي الإجمالي (بليون دولار)                      | 2.60 تريليون                | 40.26 مليار                                |
| الناتج المحلي الإجمالي (تعادل القوة الشرائية) بليون دولار | 8.00 تريليون                | 129.05 مليار                               |
| الناتج المحلي الإجمالي الاسمي للفرد دولار أمريكي          | 1.60 ألف                    | 3.87 ألف                                   |
| الناتج المحلي الإجمالي للفرد دولار أمريكي                 | 5.70 ألف                    | 11.44 ألف                                  |
| مؤشر التنمية البشرية                                      | 0.609                       | 0.721                                      |
| رمز المكالمات الدولي                                      | +91                         | +216                                       |
| رمز الإنترنت                                              | .in، .भारत ‏، .بھارت ‏،        | .tn                                        |
| المنطقة الزمنية                                           | ت ع م+05:30، توقيت الهند    | ت ع م+01:00، توقيت وسط أوروبا، ت ع م+02:00 |

## منظمات دولية مشتركة
يشترك البلدان في عضوية مجموعة من المنظمات الدولية، منها:
| علم المنظمة | اسم المنظمة                        | تاريخ انضمام الهند | تاريخ انضمام تونس |
| ----------- | ---------------------------------- | ------------------ | ----------------- |
|             | يونسكو                             | 4 نوفمبر 1946      | 8 نوفمبر 1956     |
|             | الفريق المعني برصد الأرض           | ?                  | ?                 |
|             | مؤسسة التمويل الدولية              | 20 يوليو 1956      | 25 يوليو 1962     |
|             | منظمة حظر الأسلحة الكيميائية       | ?                  | ?                 |
|             | مؤسسة التنمية الدولية              | 24 سبتمبر 1960     | 30 ديسمبر 1960    |
|             | منظمة التجارة العالمية             | 1995               | ?                 |
|             | وكالة ضمان الاستثمار متعدد الأطراف | 6 يناير 1994       | 7 يونيو 1988      |
|             | الاتحاد البريدي العالمي            | ?                  | ?                 |
|             | منظمة الشرطة الجنائية الدولية      | ?                  | ?                 |
|             | الأمم المتحدة                      | 30 أكتوبر 1945     | 12 نوفمبر 1956    |
|             | الاتحاد الدولي للاتصالات           | 1869               | 14 ديسمبر 1956    |
|             | البنك الدولي للإنشاء والتعمير      | 27 ديسمبر 1945     | 14 أبريل 1958     |
|             | المنظمة الهيدروغرافية الدولية      | ?                  | ?                 |
|             | البنك الإفريقي للتنمية             | ?                  | ?                 |

## أعلام
هذه قائمة لبعض الشخصيات التي تربطها علاقات بالبلدين:
- بورنا جاجاناثان (ممثلة أمريكية، 22 ديسمبر 1972 – )

## وصلات خارجية
- موقع وزارة الخارجية الهندية
- موقع وزارة الخارجية التونسية